# Criștioru de Jos (gmina)
Criștioru de Jos – gmina w Rumunii, w okręgu Bihor. Obejmuje miejscowości Bâlc, Criștioru de Jos, Criștioru de Sus, Poiana i Săliște de Vașcău. W 2011 roku liczyła 1354 mieszkańców.